# 2004-es UEFA-bajnokok ligája-döntő
A 2004-es UEFA-bajnokok ligája-döntő az európai labdarúgó-klubcsapatok legrangosabb tornájának 12., jogelődjeivel együttvéve a 49. döntője volt, mely 2004. május 26-án került megrendezésre a gelsenkircheni Veltins-Arenában.
A döntőben a francia Monaco és a portugál Porto találkozott. A mérkőzést 3–0-ra a Porto nyerte meg.

## A döntőig vezető út

### Egyenes kieséses szakasz
| AS Monaco                | AS Monaco                        | AS Monaco                 | Porto                     | Porto                   | Porto                 |
| ------------------------ | -------------------------------- | ------------------------- | ------------------------- | ----------------------- | --------------------- |
| Lokomotyiv Moszkva I 1–2 | Morientes 69'                    | Nyolcaddöntők 1. mérkőzés | Nyolcaddöntők 1. mérkőzés | Manchester United H 2–1 | McCarthy 29', 78'     |
| Lokomotyiv Moszkva H 1–0 | Pršo 60'                         | 2. mérkőzés               | 2. mérkőzés               | Manchester United I 1–1 | Costinha 90'          |
| Real Madrid I 2–4        | Squillaci 43' Morientes 83'      | Negyeddöntők 1. mérkőzés  | Negyeddöntők 1. mérkőzés  | Lyon H 2–0              | Deco 44' Carvalho 71' |
| Real Madrid H 3–1        | Giuly 45+1', 66' Morientes 48'   | 2. mérkőzés               | 2. mérkőzés               | Lyon I 2–2              | Maniche 6', 47'       |
| Chelsea H 3–1            | Pršo 17' Morientes 78' Nonda 83' | Elődöntők 1. mérkőzés     | Elődöntők 1. mérkőzés     | Deportivo H 0–0         |                       |
| Chelsea I 2–2            | Ibarra 45+2' Morientes 60'       | 2. mérkőzés               | 2. mérkőzés               | Deportivo I 1–0         | Derlei 60'(11-esből)  |

## A mérkőzés
| 2004. május 26. 20:45 (CEST) | Monaco | 0 – 3   | Porto                                     | Veltins-Arena, Gelsenkirchen Nézőszám: 52 000 Játékvezető: Kim Milton Nielsen (Dánia) |
| 2004. május 26. 20:45 (CEST) |        | (0 – 1) | Carlos Alberto 39' Deco 71' Alenicsev 75' | Veltins-Arena, Gelsenkirchen Nézőszám: 52 000 Játékvezető: Kim Milton Nielsen (Dánia) |

| Csapatszínek | Csapatszínek | Csapatszínek |
| Csapatszínek |              |              |
| Csapatszínek |              |              |
|              |              |              |
| AS Monaco    |              |              |

| Csapatszínek | Csapatszínek | Csapatszínek |
| Csapatszínek |              |              |
| Csapatszínek |              |              |
|              |              |              |
| Porto        |              |              |

| Monaco:          |    |                         |
|                  |    |                         |
| GK               | 30 | Flavio Roma             |
| RB               | 4  | Hugo Ibarra             |
| CB               | 27 | Julien Rodríguez        |
| CB               | 32 | Gaël Givet 72'          |
| LB               | 3  | Patrice Evra            |
| CM               | 14 | Édouard Cissé 64'       |
| CM               | 7  | Lucas Bernardi          |
| CM               | 15 | Akis Zikos              |
| RW               | 8  | Ludovic Giuly (C) 23'   |
| LW               | 25 | Jérôme Rothen           |
| CF               | 10 | Fernando Morientes      |
| Cserék:          |    |                         |
| GK               | 29 | Tony Sylva              |
| DF               | 19 | Sébastien Squillaci 72' |
| MF               | 6  | Jaroslav Plašil         |
| MF               | 35 | Hassan El Fakiri        |
| FW               | 9  | Dado Pršo 23'           |
| FW               | 18 | Shabani Nonda 64'       |
| FW               | 24 | Emmanuel Adebayor       |
| Vezetőedző:      |    |                         |
| Didier Deschamps |    |                         |

| Porto:        |    |                        |
|               |    |                        |
| GK            | 99 | Vítor Baía             |
| RB            | 22 | Paulo Ferreira         |
| CB            | 2  | Jorge Costa (C) 77'    |
| CB            | 4  | Ricardo Carvalho       |
| LB            | 8  | Nuno Valente 29'       |
| DM            | 6  | Costinha               |
| RM            | 23 | Pedro Mendes           |
| LM            | 18 | Maniche                |
| AM            | 10 | Deco 85'               |
| CF            | 11 | Derlei 78'             |
| CF            | 19 | Carlos Alberto 40' 60' |
| Cserék:       |    |                        |
| GK            | 1  | Nuno                   |
| DF            | 5  | Ricardo Costa          |
| DF            | 17 | José Bosingwa          |
| MF            | 3  | Pedro Emanuel 85'      |
| MF            | 15 | Dmitrij Alenyicsev 60' |
| FW            | 9  | Edgaras Jankauskas     |
| FW            | 77 | Benni McCarthy 78'     |
| Vezetőedző:   |    |                        |
| José Mourinho |    |                        |

| A mérkőzés játékosa: Deco (Porto) Asszisztensek: Jens Larsen Jørgen Jepsen Negyedik játékvezető: Knud Erik Fisker |

## Statisztikák

### Első félidő
|              | Monaco | Porto |
| ------------ | ------ | ----- |
| Gól          | 0      | 1     |
| Összes lövés | 1      | 2     |
| Kapura lövés | 0      | 1     |
| Labdabirt.   | 54%    | 46%   |
| Szöglet      | 1      | 2     |
| Szabályt.    | 7      | 6     |
| Les          | 7      | 3     |
| Sárga lap    | 0      | 2     |
| Kiállítás    | 0      | 0     |

### Második félidő
|              | Monaco | Porto |
| ------------ | ------ | ----- |
| Gól          | 0      | 2     |
| Összes lövés | 6      | 2     |
| Kapura lövés | 0      | 2     |
| Labdabirt.   | 58%    | 42%   |
| Szöglet      | 5      | 0     |
| Szabályt.    | 3      | 8     |
| Les          | 5      | 5     |
| Sárga lap    | 0      | 1     |
| Kiállítás    | 0      | 0     |

### Összesen
|              | Monaco | Porto |
| ------------ | ------ | ----- |
| Gól          | 0      | 3     |
| Összes lövés | 7      | 4     |
| Kapura lövés | 0      | 3     |
| Labdabirt.   | 56%    | 44%   |
| Szöglet      | 6      | 2     |
| Szabályt.    | 10     | 14    |
| Les          | 12     | 8     |
| Sárga lap    | 0      | 3     |
| Kiállítás    | 0      | 0     |

| A 2003–04-es UEFA-bajnokok ligája győztese |
| FC Porto 2. cím                            |
| ← 2002–03 Milan                            |
| Liverpool 2004–05 →                        |